# Comune di Marstal
Marstal, fino al 1º gennaio 2006 è stato un comune danese situato contea di Fionia, il comune aveva una popolazione di 3 208 abitanti (2005) e una superficie di 17 km². Capoluogo era la cittadina omonima.
Dal 1º gennaio 2006, con un anno di anticipo rispetto all'entrata in vigore della riforma amministrativa del 2007, il comune è stato soppresso e accorpato, insieme al comune di Ærøskøbing, per costituire il nuovo comune di Ærø.